# One of These Days
One of These Days è un singolo del gruppo musicale britannico Pink Floyd, pubblicato nel 1971 come unico estratto dal sesto album in studio Meddle.

## Descrizione
David Gilmour stava sperimentando nello studio di registrazione con il Binson, un sistema di delay di produzione italiana che produceva effetti eco originali e diversi da quelli ottenibili con altre strumentazioni dell'epoca: un giorno Waters decise di provare sul basso le tecniche che Gilmour stava sviluppando con la chitarra elettrica e ottenne un riff di base sul quale poi gli altri membri del gruppo lavorarono ottenendo il brano completo; nell'introduzione del brano sia Gilmour che Waters suonano il basso in modo da ottenere una doppia traccia con lo stesso strumento.
Il brano inizia e si sviluppa attraverso un giro di basso modificato con degli effetti eco per poi arrivare alla fase centrale che sembra rallentare quando arriva la parte vocale, un breve testo pronunciato da Nick Mason con la voce in falsetto rallentata che recita «One of these days I'm going to cut you into little pieces», per poi seguire con la parte finale esclusivamente strumentale con un ritmo tambureggiante e la conclusione che riprende la parte iniziale; la frase era rivolta al disc jockey Jimmy Young della BBC, mal sopportato dal gruppo per la sua logorrea; all'interno del pezzo, dal minuto 3:02, è inserito un breve estratto dalla sigla del telefilm inglese Doctor Who.
Il brano è stato spesso riproposto negli spettacoli dal vivo dei Pink Floyd dal 1972 fino al 1973. La versione presente nel film Pink Floyd: Live at Pompeii è stata rinominata One of These Days I'm Going to Cut You into Little Pieces. Fu poi ripreso durante i tour del gruppo di A Momentary Lapse of Reason del 1987 e di The Division Bell del 1994 ed è stato incluso nelle versioni video dei concerti Delicate Sound of Thunder (1988) e Pulse (1995). Dopo quasi 22 anni Gilmour ha per la prima volta incluso il brano in un suo tour, a partire dalla data di Breslavia il 25 giugno 2016.

### B-side
Con la pubblicazione di One of These Days sotto forma di singolo, il gruppo ha incluso differenti brani nel lato B, a seconda di dove fu commercializzato lo stesso. L'edizione del 1971 diffusa in Giappone presentava Seamus, mentre quella distribuita negli Stati Uniti d'America Fearless; quest'ultimo brano appare anche nelle edizioni canadese e italiana pubblicate nel 1972.

## Video musicale
Il video, ideato e disegnato da Ian Emes e intitolato French Windows, mostra dei ballerini colorati che ballano su vari sfondi come, per esempio, una galleria e varie finestre.

## Tracce
Testi e musiche di David Gilmour, Nick Mason, Roger Waters e Richard Wright, eccetto dove indicato.
7" (Giappone)
- Lato A

1. One of These Days – 5:56

- Lato B

1. Seamus – 2:11

7" (Canada, Italia, Stati Uniti)
- Lato A

1. One of These Days – 5:56

- Lato B

1. Fearless (interpolata con "You'll Never Walk Alone") – 6:03 (David Gilmour, Roger Waters)

## Formazione
- David Gilmour – chitarra, steel guitar, basso
- Nick Mason – batteria, percussioni, voce
- Roger Waters – basso
- Rick Wright – sintetizzatore, organo